# FC Kalamata
Der FC Kalamata (griechisch Ποδοσφαιρικός Σύλλογος Η Καλαμάτα) ist ein Fußballverein aus Kalamata, Griechenland.

## Geschichte
Der Verein wurde 1967 unter der griechischen Militärdiktatur, durch eine Fusion von Apollon Kalamata und anderen lokalen Vereinen gegründet.
Die Mannschaft erreichte erstmals 1974 den Sprung in die erste Liga, konnte sich allerdings nur zwei Jahre halten. Es dauerte dann 20 Jahre bis man wieder in der ersten Liga spielte.
Im Jahr 1992 kaufte der Geschäftsmann Stavros Papadopoulos den Verein, als dieser noch in der Gamma Ethniki spielte. Nur drei Jahre später spielte die Mannschaft wieder erstklassig. Die Mannschaft stieg 1997 wieder für eine Saison in die zweite Liga ab, schaffte jedoch im nächsten Jahr erneut den Aufstieg und blieb in der höchsten Spielklasse, bis Papadopoulos die Mannschaft im Jahr 2000 verkaufte. In der Saison 1999/2000 wurde das beste Ergebnis mit dem 9. Platz erreicht. Im Intertoto Cup, spielte man gegen FK Chmel Blšany, verlor allerdings mit 0:5 und 0:3.
Während der Papadopoulos-Ära wurden viele internationale Spieler aus Ghana verpflichtet. Darunter Samuel Johnson, Afo Dodoo, Ebenezer Hagan, Peter Ofori-Quaye und Derek Boateng. Johnson wechselte später von Kalamata zum RSC Anderlecht und spielte später für Fenerbahçe Istanbul, Hagan wechselte zu Iraklis Thessaloniki und später zu PAOK Thessaloniki, Ofori-Quaye wurde für einen Vereinsrekord von 2,8 Millionen Euro an Olympiakos Piräus verkauft und Derek Boateng ging nach Panathinaikos Athen. In der Papadopoulos-Ära wurde auch eine Reihe junger griechischer Talente entdeckt, darunter der griechische Nationalspieler Nikos Liberopoulos, der sich vor seinem Wechsel nach Panathinaikos Athen in Kalamata einen Namen machen konnte.
Nach dem Abstieg in die zweite Liga wurden einige junge brasilianische Talente sowie einige erfahrene Spieler aus bekannten brasilianischen Mannschaften verpflichtet. Nach dem Abgang von Papadopoulos steig Kalamata in die zweite Liga ab und blieb auch seither ausschließlich unterklassig.

## Europapokalbilanz
| Saison | Wettbewerb         | Runde    | Gegner          | Gesamt | Hin     | Rück    |
| ------ | ------------------ | -------- | --------------- | ------ | ------- | ------- |
| 2000   | UEFA Intertoto Cup | 3. Runde | FK Chmel Blšany | 0:8    | 0:5 (A) | 0:3 (H) |

Gesamtbilanz: 2 Spiele, 2 Niederlagen, 0:8 Tore (Tordifferenz −8)

## Bekannte ehemalige Spieler

### Griechenland
- Nikos Liberopoulos
- Kyriakos Stamatopoulos

### Ghana
- Peter Ofori-Quaye
- Ebenezer Hagan
- Derek Boateng
- Afo Dodoo